# Сноубординг на Олімпійських іграх
Змагання із сноубордингу на зимових Олімпійських іграх уперше відбулися на Іграх 1998 року у Нагано і відтоді були в програмі всіх зимових Олімпіад. Сноуборд — один із п'яти нових видів спорту, доданих до Зимової Олімпійської програми між 1992 та 2002 роками. З того часу програму сноубордингу часто змінювали: додавали нові дисципліни, скасовували старі. Незмінними залишилися лише змагання з хаф-пайпу, які є частиною програми усіх Зимових Олімпійських ігор.

## Медальний залік
Оновлено після завершення зимових Олімпійських ігор 2022
| Місце               | Країна                           | Золото | Срібло | Бронза | Загалом |
| ------------------- | -------------------------------- | ------ | ------ | ------ | ------- |
| 1                   | США (USA)                        | 17     | 8      | 10     | 35      |
| 2                   | Швейцарія (SUI)                  | 8      | 2      | 4      | 14      |
| 3                   | Канада (CAN)                     | 5      | 5      | 7      | 17      |
| 4                   | Австрія (AUT)                    | 5      | 2      | 4      | 11      |
| 5                   | Франція (FRA)                    | 4      | 5      | 4      | 13      |
| 6                   | Чехія (CZE)                      | 3      | 0      | 1      | 4       |
| 7                   | Росія (RUS)                      | 2      | 2      | 1      | 5       |
| 8                   | Німеччина (GER)                  | 1      | 4      | 2      | 7       |
| 9                   | Японія (JPN)                     | 1      | 3      | 3      | 7       |
| 10                  | Австралія (AUS)                  | 1      | 3      | 2      | 6       |
| 11                  | Італія (ITA)                     | 1      | 2      | 2      | 5       |
| 12                  | Китай (CHN)                      | 1      | 2      | 0      | 3       |
| 13                  | Нова Зеландія (NZL)              | 1      | 1      | 1      | 3       |
| 14                  | Нідерланди (NED)                 | 1      | 0      | 0      | 1       |
| 15                  | Норвегія (NOR)                   | 0      | 4      | 1      | 5       |
| 16                  | Словенія (SLO)                   | 0      | 2      | 3      | 5       |
| 17                  | Фінляндія (FIN)                  | 0      | 2      | 2      | 4       |
| 18                  | Іспанія (ESP)                    | 0      | 1      | 1      | 2       |
| 19                  | Південна Корея (KOR)             | 0      | 1      | 0      | 1       |
| 19                  | Словаччина (SVK)                 | 0      | 1      | 0      | 1       |
| 19                  | Швеція (SWE)                     | 0      | 1      | 0      | 1       |
| 22                  | Велика Британія (GBR)            | 0      | 0      | 2      | 2       |
| 23                  | Олімпійський комітет Росії (ROC) | 0      | 0      | 1      | 1       |
| Загалом (23 збірні) | Загалом (23 збірні)              | 51     | 51     | 51     | 153     |